# Werner Grundmann
Werner Grundmann (* 8. Juli 1902 in Hohenofen, Schlesien, heute Ortsteil von Przemków, Polen; † 14. September 1987 in Oberstdorf) war ein deutscher Maler, Kunsthistoriker und Autor.

## Leben und Werk
Der aus Schlesien stammende Grundmann, Sohn eines Schuldirektors, studierte an den Universitäten von Breslau und Berlin Kunstgeschichte, Malerei und Philosophie. Vor dem 2. Weltkrieg unterrichtete er als Kunsterzieher in Gleiwitz und anderen Gymnasien. Einer seiner Schüler war der Maler, Grafiker und Bildhauer Markus Lüpertz (* 1941)¹, der heute zu den bekanntesten deutschen Künstlern der Gegenwart zählt. Nach seiner Flucht ließ sich Grundmann mit seiner Ehefrau Hedwig, geb. Serbin, in Oberstdorf nieder, wo er ab 1950 am Gymnasium lehrte. Von 1953 bis 1959 gehörte er dem Gemeinderat Oberstdorf an. Ein Zeichen der Anerkennung für seine 18-jährige Tätigkeit als Kreisarchivpfleger, für die Buchchroniken „Landkreis Sonthofen“ und „Landkreis Ostallgäu“ und für seine kunst- und heimatgeschichtlichen Veröffentlichungen (u. a. die vierbändige „Geschichte des Marktes Oberstdorf“ als Mitverfasser) stellte 1975 die Verleihung des Ehrenrings des Landkreises Ostallgäu dar. Zwei Jahre später erhielt er „in Würdigung seiner besonderen Verdienste um die Erforschung und literarische Bearbeitung“² die Bürgermedaille von Oberstdorf sowie das Bundesverdienstkreuz am Bande und den Ehrenprofessorentitel.
Bereits früh unternahm er zahlreiche Reisen ins Ausland, vor allem nach Frankreich und Italien, wo eine Vielzahl seiner Aquarelle, aber auch Zeichnungen entstanden. Später widmete er sich verstärkt der Landschaftsmalerei in Öl.
Nach einem Schlaganfall verstarb er am 14. September 1987 im Oberstdorfer Krankenhaus und wurde auf dem Waldfriedhof beigesetzt. Heute ist eine Straße nach ihm in Oberstdorf benannt.

## Ehrungen und Mitgliedschaften
- 1975 Verleihung des Ehrenrings des Landkreises Ostallgäu
- 1977 Bürgermedaille von Oberstdorf
- 1977 Bundesverdienstkreuz am Bande
- Ehrenprofessorentitel
- Posthume Straßenbenennung in Oberstdorf: Grundmannstraße